# Bitwa pod Grand Coteau
Bitwa pod Grand Coteau – starcie kanadyjskich Metysów z wojownikami Siuksów z plemienia Yanktonai (Ihanktonwanna) lub Lakota (Lakȟóta), plemienia Yankton (Ihanktonwan) albo z klanu Odrzynających Głowy (Pabaksa) plemienia Yanktonai (Ihanktonwanna) z metyskimi myśliwymi z St. François Xavier (kolonia Red River) . Przez część historyków uważana jest za najsłynniejszą lub decydującą bitwę między Metysami a Siuksami, czy też punkt zwrotny w historii Metysów.

## Przyczyny

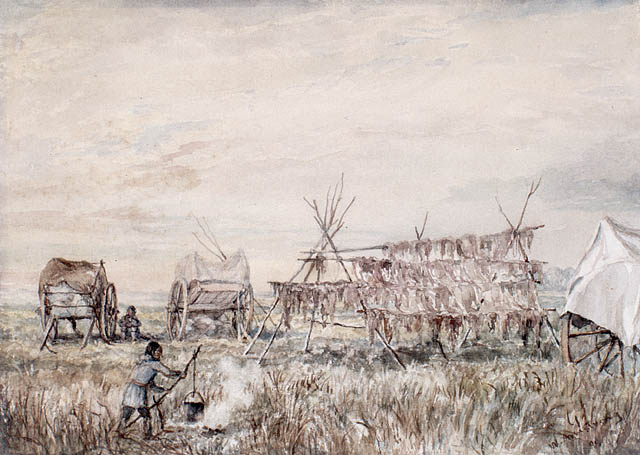
Metysi z St. François Xavier suszą bizonie mięso. Akwarela William Armstrong (artysta) pod tytułem Suszenie bizoniego mięsa, White Horse Plains, Red River z 1899 roku.

W ciągu pierwszej połowy XIX wieku Metysi osiągnęli pozycję dominujących aprowizatorów w północnej części Wielkich Równin. Posiadanie dużej liczby koni umożliwiało im efektywniejsze polowanie na bizony, lecz przede wszystkim pozwalało transportować upolowane zwierzęta znacznie szybciej niż piechotą lub przy użyciu psów pociągowych. Zaopatrywali oni w żywność między innymi Kompanię Północno-Zachodnią, Kompanię Zatoki Hudsona czy kolonię Red River, gdyż na dalekiej północy trudniej było o większe ilości mięsa. W zamian za dostarczany prowiant otrzymywali produkty niezbędne do wypraw łowieckich i życia codziennego w osadzie. Ważną rolę w ich wymianie handlowej odgrywała produkcja pemikanu W latach czterdziestych i pięćdziesiątych XIX wieku liczba bizonów na preriach środkowej Kanady znacznie zmalała, co skłoniło Metysów do zapuszczania się coraz dalej na południe, na tereny Stanów Zjednoczonych kontrolowane przez Siuksów.

## Strony konfliktu

### Metysi

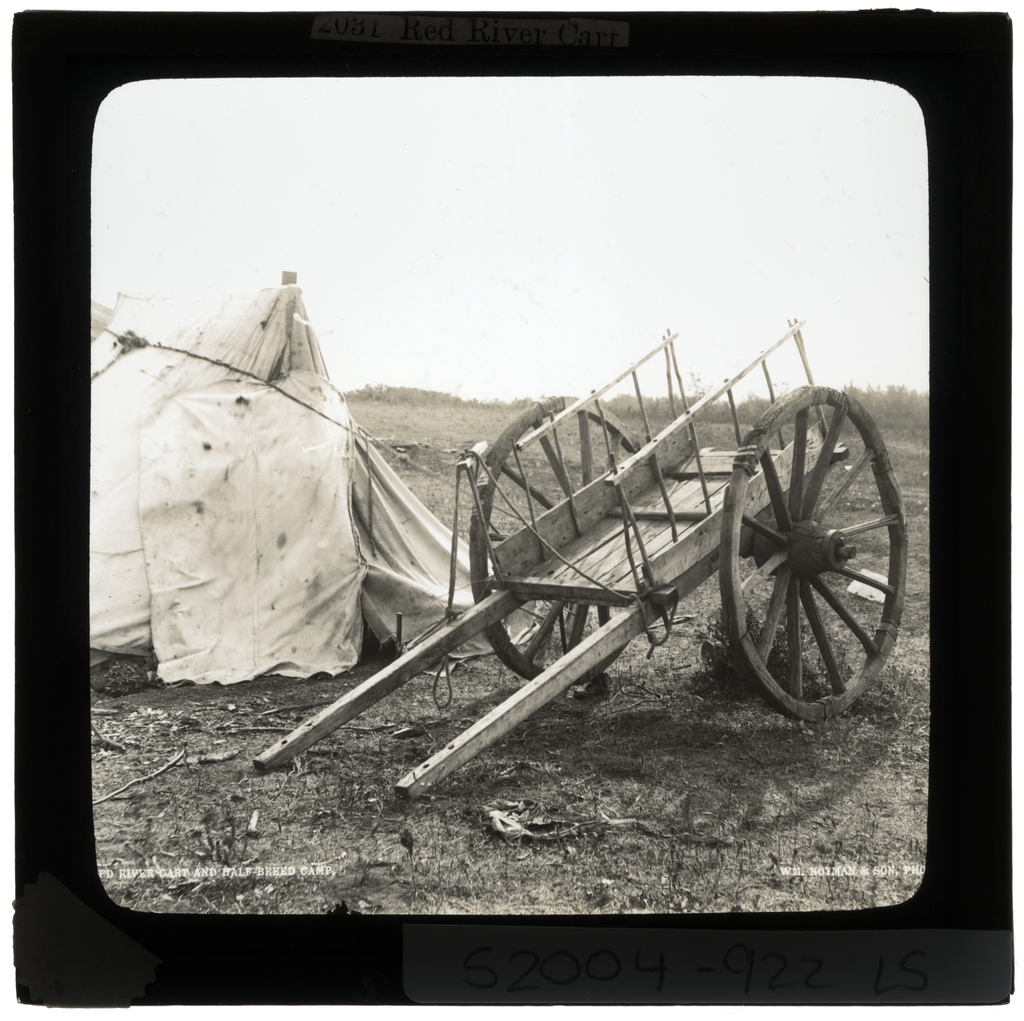
Tak wyglądały wozy wchodzące w skład fortyfikacji obozu Metysów w bitwie pod Grand Coteau. Zdjęcie z początku XX wieku.

Głównym zajęciem Metysów były konne polowania na bizony, choć trudnili się także traperstwem i rybołówstwem. Podczas wyprawy łowieckiej obierali oni swojego przywódcę oraz radę dziesięciu kapitanów. Kapitanowie zmieniali się nawzajem tak, że codziennie jeden z nich wraz z dziesięcioma zaufanymi ludźmi utrzymywał porządek w obozie . Rada rozstrzygała też spory i wyznaczała zwiadowców, którzy wypatrywali bizonów i wrogo nastawionych do myśliwych Siuksów. Ci, którzy dopuścili się najcięższych przestępstw, jak zdrada miejsca położenia obozu Siuksom, byli za karę porzucani w prerii bez konia i uprzęży, co mogło skończyć się śmiercią z głodu i pragnienia . Oprócz tego nie można było między innymi polować na bizony w niedzielę, ścigać je samodzielnie w małych grupach czy zaczynać łowów przed wydaniem odpowiedniego rozkazu.
Kiedy Metysi byli zmuszeni do obrony przed przeważającymi siłami wroga, ustawiali wozy w krąg wokół namiotów, aby uniemożliwić wrogom przeprowadzenie szarży na obóz , a także żeby ich pociągowe konie i woły nie uciekły na prerię . Przed linią wozów sypali umocnienia ziemne dla strzelców  i w miarę możliwości budowali zasieki z kłód ściętych drzew, zaś pod pojazdami kopali schrony dla kobiet i dzieci . W środku taboru umiejscawiali czasem odwód złożony z jeźdźców, który miał służyć do szybkiego wypadu poza obwarowania .

### Siuksowie
Pod względem wojennych zwyczajów Siuksowie nie różnili się znacząco od innych Indian z Wielkich Równin. Ich kultura kładła silny akcent na walkę w ujęciu indywidualnym, dlatego w trakcie bitwy każdy Indianin robił to, co według niego było słuszne. Rola wodza była ograniczona do zebrania wokół siebie grupy uzbrojonych zwolenników i sprawowania pewnej kontroli nad wojownikami znajdującymi się w zasięgu jego głosu. Brak scentralizowanych struktur dowódczych częstokroć skutkował popełnianiem przez Indian błędów taktycznych, które mogły zdecydować o wyniku starcia. Nie licząc płoszenia koni wroga i podpalania trawy na prerii działania podejmowane wspólnie przez wojowników z jednego oddziału ograniczały się do przygotowywania zasadzek.
Od czasu introdukcji koni w Ameryce zwierzęta te zaczęły odgrywać kluczową rolę w wojskowości Indian Wielkich Równin. Szybkość przemieszczania się i mobilność kawalerii pozwalały nie tylko efektywniej polować na bizony, lecz także przeprowadzać niespodziewane ataki, skuteczniej ścigać pokonanego wroga czy samemu uciekać w przypadku klęski lub odwrotu.

## Przed bitwą

### Wyprawa na polowanie

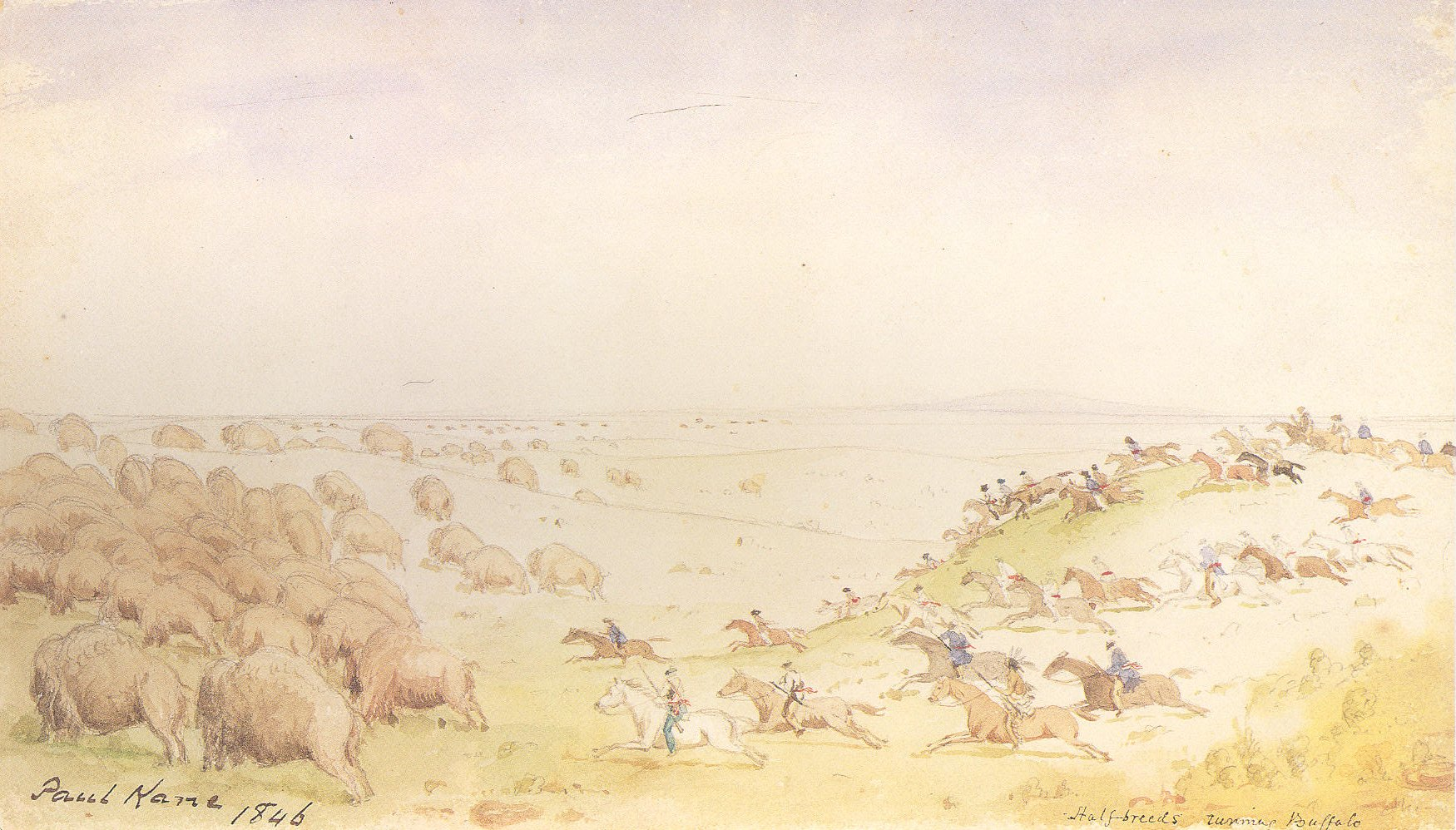
Konne polowanie Metysów na bizony. Akwarela Paula Kane’a pod tytułem Metysi ścigający bizony z 1846 roku.

W wielkiej letniej wyprawie łowieckiej z 1851 roku wzięło udział 385 myśliwych wraz z towarzyszącymi im kobietami i dziećmi. Zgodnie z planem początkowo polowali razem, ale potem podzielili się na dwie grupy myśliwych, które miały posuwać się równolegle w odległości 20 do 30 mil od siebie . Grupa główna liczyła 318 myśliwych wraz z pewną liczbą kobiet i dzieci, zaś mniejszy oddział składał się tylko z 67 myśliwych oraz towarzyszących im kobiet i dzieci.

### 12 lipca
Pięciu konnych zwiadowców wysłanych przez Metysów dostrzegło przez lornetkę duży obóz Siuksów, o czym zaraz powiadomili resztę członków wyprawy . Nie wierząc własnym oczom, postanowili jednak podjechać bliżej, co poskutkowało wykryciem ich obecności przez Indian. Oddział dwudziestu Siuksów wyjechał im na spotkanie, dając do zrozumienia, że mają podążyć z nimi do obozu jako jeńcy. Wtedy jednak dwóch Metysów spięło swoje konie i wyrwało się z okrążenia, pozostali trzej stali się zaś więźniami Indian .

## Przebieg

### 13 lipca

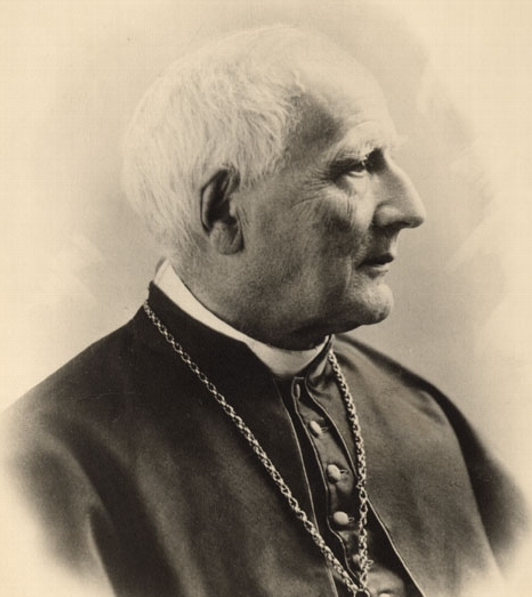
Ksiądz Louis-François Richer Laflèche, późniejszy biskup diecezji Trois Rivières.

Siuksowie zaatakowali umocniony obóz Metysów. Początkowo próbowali przedostać się przez barierę z wozów do środka kręgu, lecz zostali odparci. Indianie wycofali się i co jakiś czas próbowali pojedynczo podkradać się do obrońców i strzelać do nich z broni palnej i łuków albo szarżować na nich, próbując uniknąć śmiercionośnego ognia zza barykad. Przeprowadzona niedługo potem druga próba zdobycia obozu również zakończyła się fiaskiem. Przyczyną był brak koordynacji wojowników, bez czego niemożliwe było zmasowane uderzenie w wybranym miejscu szańca .
Po przedłużającej się bezowocnej walce wódz Indian doszedł do wniosku, że Metysi mają po swojej stronie Manitu . Najprawdopodobniej do takich przemyśleń doprowadziła go obserwacja księdza Laflèche'a , misjonarza Metysów i wikariusza generalnego archidiecezji Saint Boniface , który przed bitwą wyspowiadał chętnych, odprawił mszę i udzielił komunii , a podczas starcia stał w komży na wozie ustawionym w samym środku taboru, trzymając w rękach krzyż i zagrzewając Metysów do walki .
Zmęczeni Siuksowie ustąpili z pola bitwy, aby zająć się rannymi i uzupełnić zapas amunicji. W dodatku wówczas rozpętała się burza z piorunami, a nad prerią zaległa mgła uniemożliwiająca prowadzenie ostrzału obu stronom .

### 14 lipca
Chcąc połączyć się z główną grupą, Metysi z taborem zaczęli uporządkowany odwrót, w trakcie którego byli nękani przez Siuksów. Oddział posuwał się w czterech kolumnach wozów, gotowy w każdej chwili do ustawienia z nich obronnego kwadratu .
Po 5 godzinach bitwy Siuksowie spróbowali ostatni raz szarży na umocnione pozycje wroga, ale nie zdołali przedrzeć się przez podwójny rząd wozów i linię okopanych Metysów . Wtedy Indianie odstąpili od oblężenia i z obawy przed pogonią rozpoczęli ucieczkę, która trwała bez przerwy dzień i noc.
Tymczasem już po około czterdziestu pięciu minutach nadciągnęła większa grupa myśliwych, zaalarmowana przez dwóch Metysów, którzy uciekli z niewoli 12 lipca. Towarzyszyło im około 200 Saulteaux. Metysi i ich sprzymierzeńcy postanowili jednak nie ścigać przeciwników, aby nie zmarnować okazji do polowania na bizony. Mimo tej decyzji uczestnicy wyprawy przywieźli ze sobą tylko połowę planowanego ładunku, choć nie spotkali już na swojej drodze żadnych Siuksów.

## Straty
W bitwie Metysi stracili jednego człowieka , 12 koni i 4 woły . Trzech obrońców było lekko rannych . Według zapisków Rudolfa Friedricha Kurza, które swoje informacje zaczerpnął od Metysów, straty po stronie Siuksów wyniosły 80 zabitych , kilkudziesięciu rannych  i 65 koni . Z listu napisanego około pół roku później  przez księdza Lacombe'a, który towarzyszył większej grupie metyskich myśliwych , wynika jednak, iż wśród Indian było 18 zabitych . Ksiądz Laflèche za to w liście do przyjaciela opisującym bitwę nadmienił, że 10 dni po starciu otrzymał wiadomość o śmierci 15 Indian, zranieniu 18 Siuksów i zabiciu 9 koni nieprzyjaciela. Jeszcze inna relacja szacuje, że liczba zabitych Siuksów mieściła między 80 a 90.

## Skutki
Ze względu na poniesienie przez Siuksów ciężkich strat, bitwa przyniosła Metysom dominację na prerii . W rzeczywistości jednak lokalne konflikty całkowicie nie wygasły i, przerywane krótkotrwałymi rozejmami, trwały jeszcze z różnym natężeniem co najmniej do początku lat sześćdziesiątych XIX wieku.